# Scuderia Ambrosiana
Scuderia Ambrosiana was een Italiaans autosportteam dat meedeed aan het Formule 1 kampioenschap in 1950 en 1951 met auto's van Maserati en in 1954 met auto's van Ferrari. Eerder behaalde het al een derde plek tijdens de Targa Florio van 1938, twee tweede plekken in 1937 en 1939 en een overwinning in 1951. Het team was opgericht door Giovanni Lurani, Luigi Villoresi en Franco Cortese en was genoemd naar de beschermheilige van Milaan, Sint Ambrosius. De auto's waren gekleurd in blauw en zwart, naar de kleuren van FC Internazionale Milano.

## Formula One results
| Jaar | Chassis                       | Motor                 | Coureur         | 1   | 2   | 3   | 4   | 5   | 6   | 7   | 8   | 9   |
| ---- | ----------------------------- | --------------------- | --------------- | --- | --- | --- | --- | --- | --- | --- | --- | --- |
| 1950 | Maserati 4CL Maserati 4CLT/48 | Maserati 1.5 liter L4 |                 | GBR | MON | VST | ZWI | BEL | FRA | ITA |     |     |
| 1950 | Maserati 4CL Maserati 4CLT/48 | Maserati 1.5 liter L4 | David Hampshire | 9   |     |     |     |     | DNF |     |     |     |
| 1950 | Maserati 4CL Maserati 4CLT/48 | Maserati 1.5 liter L4 | David Murray    | DNF |     |     |     |     |     | DNF |     |     |
| 1950 | Maserati 4CL Maserati 4CLT/48 | Maserati 1.5 liter L4 | Reg Parnell     |     |     |     |     |     | DNF |     |     |     |
| 1951 | Maserati 4CLT/48              | Maserati 1.5 liter L4 |                 | ZWI | VST | BEL | FRA | GBR | DUI | ITA | SPA |     |
| 1951 | Maserati 4CLT/48              | Maserati 1.5 liter L4 | David Murray    |     |     |     |     | DNF | DNS |     |     |     |
| 1954 | Ferrari Tipo 500              | Ferrari 2.5 liter L4  |                 | ARG | VST | BEL | FRA | GBR | DUI | ZWI | ITA | SPA |
| 1954 | Ferrari Tipo 500              | Ferrari 2.5 liter L4  | Reg Parnell     |     |     |     |     | DNF |     |     |     |     |